# Rute
Rute is een gemeente in de Spaanse provincie Córdoba in de regio Andalusië met een oppervlakte van 132 km². In 2007 telde Rute 10.269 inwoners.

## Demografische ontwikkeling
Bron: INE; 1857-2001: volkstellingen
Opm.: In 1860 werd Zambra een zelfstandige gemeente en in 1877 werd het terug aangehecht